# Eberdingen
Eberdingen es un municipio alemán perteneciente al distrito de Luisburgo de Baden-Wurtemberg.

## Localización
Se ubica unos 10 km al oeste de la capital distrital Luisburgo.

## Historia
Se conoce la existencia de Eberdingen desde el año 1100, según documentos de la abadía de Hirsau. Tras la secularización de la abadía, en 1534 la localidad se incorporó a la Casa de Wurtemberg. En 1975 se incorporaron al municipio de Eberdingen los hasta entonces municipios de Hochdorf an der Enz y Nussdorf.

## Demografía
A 31 de diciembre de 2015 tiene 6701 habitantes.